# Kusgaon Budruk
Kusgaon Budruk è una suddivisione dell'India, classificata come census town, di 8.567 abitanti, situata nel distretto di Pune, nello stato federato del Maharashtra. In base al numero di abitanti la città rientra nella classe V (da 5.000 a 9.999 persone).

## Geografia fisica
La città è situata a 18° 43' 26 N e 73° 23' 48 E.

## Società

### Evoluzione demografica
Al censimento del 2001 la popolazione di Kusgaon Budruk assommava a 8.567 persone, delle quali 4.559 maschi e 4.008 femmine. I bambini di età inferiore o uguale ai sei anni assommavano a 1.194, dei quali 618 maschi e 576 femmine. Infine, coloro che erano in grado di saper almeno leggere e scrivere erano 5.617, dei quali 3.372 maschi e 2.245 femmine.